# Корсика й Сардинія

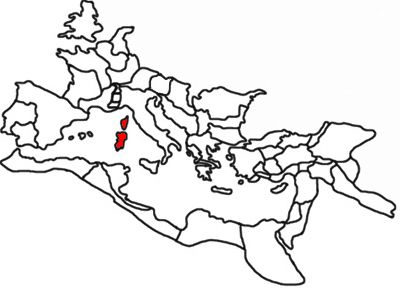
Римська провінція Корсика и Сардинія бл. 120 року.

39°15′ пн. ш. 9°03′ сх. д. / 39.25° пн. ш. 9.05° сх. д.
Корсика й Сардинія — провінція Римської імперії. Обидва острови відійшли у володіння Риму і офіційно передані йому Карфагеном після Першої Пунічної Війни у 237 році до н. е. і проголошені провінцією у 227 р. до н. е. Перед передачею Риму цієї території їх було проголошено за договором між Карфагеном і Римом демілітаризованою та нейтральною зоною.
У 456 році Сардинію завоювали вандали, чим і завершилось там панування Риму.